# Leiocephalus herminieri
Leiocephalus herminieri ist eine ausgestorbene Echsenart aus der Familie der Glattkopfleguane (Leiocephalidae). Benannt ist sie nach dem französischen Naturforscher Félix Louis L’Herminier. Es gibt fünf Museumsexemplare, von denen drei in Paris, eines in London und ein weiteres in Leiden aufbewahrt werden. Obwohl als Verbreitungsgebiet heute allgemein Martinique vermutet wird, so gab es in der Vergangenheit einige Verwirrung um die Herkunft der wenigen bekannten Exemplare. Während André Marie Constant Duméril und Gabriel Bibron in ihrer Erstbeschreibung im Jahre 1837 Martinique (Sammler Auguste Plée (1786–1825) & Jean Louis Geneviève Guyon (1794–1870)) und Trinidad (Sammler L’Herminier) als Herkunftsorte nannten, gab George Albert Boulenger im Jahre 1885 Trinidad und Martinique als Terra typica an. Albert Schwartz und Richard Thomas kamen 1975 zu dem Schluss, dass die Art nur auf Martinique vorgekommen ist. Dieses begründeten sie damit, dass mit Trinité in der Originalbeschreibung in Wirklichkeit La Trinité auf Martinique gemeint war. Roger Bour fand im Muséum Bordeaux science et naturelle ein weiteres Exponat der Art mit einem Label aus Guadeloupe. Michel Breuil schloss daraus, dass auf den Labeln der Exponate der Hafen von dem sie nach Europa gesendet wurden steht und nicht der eigentliche Sammelort.
Lebensweise, Aussterbeursachen und genauer Zeitpunkt des Aussterbens von Leiocephalus herminieri sind unbekannt. Diese Leguanart wurde zuletzt in den 1830er Jahren gesammelt. 
Von den drei in Paris befindlichen Museumsexemplaren ist das größte Weibchen 139 mm und das größte Männchen 126 mm lang. Die großen Kopfschuppen sind mehr oder weniger deutlich gestreift. Die großen Rückenschuppen sind kielförmig und bilden diagonale durchgehende Reihen. Die kleineren Flanken- und Bauchschuppen sind ebenfalls kielförmig. Der Rücken ist grünlichbraun mit mehr oder weniger auffälligen gelben Querstreifen. Der Kopf ist gelblich mit vier bis fünf senkrechten schwarzen Strichen auf jeder Seite. Der Bauch ist gelblich. Die Kehle weist diagonale schwarze Bänder auf.